# Chlamydonia stellata
Chlamydonia stellata är en skalbaggsart som beskrevs av Michael S. Caterino 2006. Chlamydonia stellata ingår i släktet Chlamydonia och familjen stumpbaggar. Inga underarter finns listade i Catalogue of Life.